# Eveline Dürr
Eveline Dürr (* 1962) ist eine deutsche Ethnologin, die als Professorin an der Ludwig-Maximilians-Universität München LMU forscht und lehrt. Die thematischen Schwerpunkte ihrer Forschung sind Ethnologische Stadtforschung, Mensch-Umwelt-Beziehungen, Mobilität, kulturelle Identitäten und Repräsentationen. Die regionale Schwerpunkte sind: Mesoamerika und der Südwesten der Vereinigten Staaten sowie Ozeanien (insbesondere Neuseeland).
Dürr wurde 1990 an der Albert-Ludwigs-Universität Freiburg promoviert und dort 2000 habilitiert. Sie blieb bis 2004 als Hochschuldozentin an der Freiburger Universität und war dann von 2005 bis 2008 Associate Professor und Postgraduate Programme Leader an der Auckland University of Technology in Neuseeland. Seit 2008 ist sie Professorin für Ethnologie an der LMU München.
Dürr ist Mitherausgeberin der Zeitschrift Sociologus.

## Schriften (Auswahl)
- Als Herausgeberin mit Henry Kammler: Einführung in die Ethnologie Mesoamerikas. Ein Handbuch zu den indigenen Kulturen. Waxmann, Münster 2019, ISBN 978-3-8309-3804-0.
- Identitäten und Sinnbezüge in der Stadt. Hispanics im Südwesten der USA. Lit, Münster 2005, ISBN 978-3-8258-9041-4.
- Als Herausgeberin mit Stefan Seitz: Religionsethnologische Beiträge zur Amerikanistik. Lit, Münster 1997, ISBN 978-3-8258-3259-9.
- Mitla zwischen Tradition und Moderne. Wandel einer zapotekischen Gesellschaft in Oaxaca, Mexiko. Lit, Münster 1996, ISBN 978-3-8258-2648-2.